# 銀装
株式会社銀装（ぎんそう）は、大阪府大阪市中央区の心斎橋筋商店街に本店を置く菓子類の製造販売会社。カステラを中心に、フィナンシェやマドレーヌなどの焼菓子も製造している。

## 概要
文明堂からののれん分けにより設立。設立後も現在の商号に変更するまで株式会社大阪文明堂→株式会社文明堂大阪店→株式会社銀装文明堂という商号だった時期がある。
昭和30年代半ばまで、カステラは日持ちが短く高級品であったため一般の人は中々口にすることが出来なかったが、1961年（昭和36年）に当社が「紙の缶詰」というカステラ長期保存法の特許を取得。これにより賞味期限が飛躍的に伸び、コストを抑えることに成功し、カステラは庶民の食べ物に近づいたと言われている。なお、現在の商号にも用いられている「銀装」は同年に登録された商標に由来する。
また、カステラ業界にて初のスライスパック化に成功。それまで一塊りで売られていたカステラをスライスして販売する事により、より手軽なお菓子として普及する事に成功した。
長崎カステラの老舗からののれん分けという経緯があるものの、独自の製法による当社のカステラは長崎カステラにない「あっさり」、「ふんわり」、「キメ細やか」な味わいで、関西を中心に支持されている。カステラの種類はプレーン・抹茶・五三焼の他に、季節限定の柚子・チョコレート・桜・黒糖・甘夏・栗・黒豆がある。また、本店と工場直売店では窯出しカステラも販売している。

## 沿革
- 1952年（昭和27年）8月 - 大阪市南区（現・中央区）心斎橋筋一丁目にて創立
  - ほぼ同じ場所（大宝寺通と心斎橋筋の交点南東角）で、1934年（昭和9年）9月に文明堂大阪支店が開店している[3]。文明堂は1946年（昭和21年）に地方支店を総本店から経営分離した。
- 1953年（昭和28年）8月 - 大阪府泉北郡高石町（現・高石市）に羽衣工場を開設
- 1968年（昭和43年） - 名古屋営業所を開設
- 1969年（昭和44年） - 東京支店を開設
- 1972年（昭和47年） - 東京支店を独立させ、株式会社東京銀装を設立
- 1978年（昭和53年） - 名古屋営業所を独立させ、株式会社名古屋銀装を設立
- 1983年（昭和58年）4月 - 神奈川県藤沢市に株式会社東京銀装が藤沢工場を開設
- 2005年（平成17年）7月 - 株式会社名古屋銀装を株式会社銀装に合併
- 2009年（平成21年）11月 - 株式会社東京銀装を株式会社銀装に合併

## 事業所・店舗
- 本社 - 大阪府大阪市中央区心斎橋筋一丁目4番24号
- 羽衣工場 - 大阪府高石市羽衣五丁目15番13号
- 藤沢工場 - 神奈川県藤沢市辻堂新町四丁目2番12号
- 販売店舗
  - 直営店（心斎橋・イコーネはごろも・アプラたかいし・羽衣工場・アマスタ アマセン・ショップ南海金剛・藤沢工場）
  - 髙島屋（大阪・堺・泉北・岡山・日本橋）
  - 近鉄百貨店（あべのハルカス・上本町・東大阪・橿原・和歌山・四日市）
  - 京阪百貨店（守口・くずはモール・ひらかた・モール京橋）
  - 阪神百貨店（梅田・あまがさき）
  - 阪急百貨店（うめだ）
  - 天満屋（津山・倉敷・福山・米子しんまち）
  - オークワ・イトーヨーカドー・阪急オアシス・KINSHO・デイリーカナート・フレスト・アピタ・かがみや・天満屋ハピータウンの各一部店舗

## 代表商品
- カステ21（青箱） - 大阪産（もん）名品認証商品[4]
- カステ11（赤箱） - 大阪産（もん）名品認証商品[4]
- 窯出しカステラ - 心斎橋本店・羽衣工場直売店・藤沢工場直売店限定
- 抹茶カステラ - 大阪産（もん）名品認証商品[4]
- あすか - 五三焼
- 季節のかすてら
  - 柚子（1月上旬 - 1月下旬）・チョコレート（1月中旬 - 3月中旬）・桜（2月 - 4月上旬）・黒糖（4月 - 8月下旬）・甘夏（6月 - 8月中旬）・栗（9月 - 3月下旬）・黒豆（年末年始）